# Admiral flote Sovjetske zveze
Admiral flote (ladjevja) Sovjetske zveze (rusko Адмирал Флота Советского Союза, Admiral flota Savjetskogo sojuza) je bil najvišji pomorski čin Sovjetske zveze, ki je v vojni mornarici ustrezal "kopenskemu" činu maršala Sovjetske zveze. Podeljeni so bili trije čini admirala flote Sovjetske zveze, in sicer dva leta 1955 ter en leta 1967.

## Seznam admiralov flote Sovjetske zveze po letu imenovanja
- Ivan Stepanovič Isakov (Hovhannes Ter-Isahakjan) (1955) (1894–1967)
- Nikolaj Gerasimovič Kuznecov (1955; 1956 degradiran; čin posthumno vrnjen 1988) (1904–1974)
- Sergej Georgijevič Gorškov (1967) (1910–1988)